# Studena Gora
Studena gora je zaselek v Občini Ilirska Bistrica.